# Aeschynomene abyssinica
Aeschynomene abyssinica är en ärtväxtart som först beskrevs av Achille Richard, och fick sitt nu gällande namn av Wilhelm Vatke. Aeschynomene abyssinica ingår i släktet Aeschynomene och familjen ärtväxter. Inga underarter finns listade i Catalogue of Life.